# Vladimir Vazov
Vladimir Mintjsev Vazov (Bulgaars: Владимир Минчев Вазов) (Sopot, 14 mei 1868 — Ribaritsa (Lovetsj (oblast)), 20 mei 1945) was een Bulgaars officier. Hij leidde de Bulgaarse troepen tijdens de succesvolle defensieve operatie bij Dojran, gedurende de Eerste Wereldoorlog.

## Biografie
Vladimir Vazov werd geboren in de familie Vazov, zijn ouders waren Mintsjo Vazov en Suba Hadjinikolova. Zijn broers waren de schrijver Ivan Vazov, officier Georgi Vazov en de politicus Boris Vazov.
In 1886 begon Vladimir Vazov met zijn militaire opleiding in Sofia. In 1888 werd Vazov aangesteld als tweede luitenant in het vijfde artillerieregiment in Sjoemen. Tussen 1902-1903 studeerde hij in Rusland. Hij nam deel aan de eerste en tweede Balkanoorlog. Zijn grootste succes beleefde hij tijdens de Eerste Wereldoorlog. Als commandant van de 9de infanterie-eenheid van Pleven hield hij stand in de Slag bij Doiran tegen de veruit superieure Britse en Griekse troepen.
Op 24 februari 1920 trad luitenant-generaal Vazov uit het leger. In 1926 werd hij burgemeester van Sofia. Tijdens zijn bewind (tot 1932) werd de brandweer hervormd, het elektrificatienetwerk wordt uitgebreid, en het openbare vervoer verbeterd en Sofia werd een van de „groenste“ hoofdsteden van Europa.
Een van de opmerkelijkste momenten in het leven van Vazov was zijn bezoek aan Engeland in 1936. Het Britse leger vierde zijn overwinning in de Eerste Wereldoorlog. Als echte heren nodigden de Britse veteranen een van hun waardigste voormalige tegenstanders uit. Hij werd met grote eer behandeld en zelfs werden de vlaggen van de regimenten die hadden gevochten in de slag gestreken in zijn eer. De opperbevelhebber van het Britse leger zei in zijn toespraak over hem: „Hij is een van de weinige buitenlandse officieren van wie de naam in onze geschiedenis voorkomt“.
De laatste jaren van zijn leven bracht Vazov door in het dorp Ribaritsa (dicht bij Lovetsj), waar hij ook stierf.